# Château des Granges (Tarn)
Pour les articles homonymes, voir Château des Granges (homonymie).
Le château des Granges est un château situé à Vielmur-sur-Agout, dans le Tarn (France).
Édifié au XIXe siècle sur un site occupé par des bâtiments millénaires, c'est une belle bâtisse néo-classique.

## Historique
Le château des Granges en lui-même est un édifice construit au cours du XIXe siècle. 
Néanmoins, le domaine du château est aussi composé de plusieurs grandes dépendances, attestés comme datant des XIIIe et XIVe siècles dans leurs parties anciennes. Des traces de peintures médiévales ont aussi été retrouvées. Le site lui-même pourrait être occupé depuis le XIe siècle, car des textes de religieux locaux datant de 1038 mentionnent le lieu. Les granges ont ensuite appartenu à l'abbaye Notre-Dame-de-la-Sagne.
Le domaine accueille aujourd'hui l'association la vie moyenâgeuse, qui organise des événements de reconstitution du Moyen Âge. Malheureusement, les bâtiments sont désormais en danger, et nécessitent une restauration rapide.

## Architecture
Le château des Granges est un beau corps de logis de style néo-classique, bâti selon un plan rectangulaire. Construit sur un soubassement, il s'élève sur deux étages. Un perron permet l'accès à la porte d'entrée, surmonté d'un fronton triangulaire soutenu par deux consoles. La façade se compose de sept travées, ornées de pilastres à chapiteaux doriques, avec un bandeau séparant le rez-de-chaussée et l'étage. Une corniche à modillons fait le tour de la façade, et un autre fronton triangulaire prolonge la travée centrale. Les fenêtres du rez-de-chaussée sont en arc de plein cintre, tandis que celles de l'étage sont carrées[réf. souhaitée].